# Moordvrouw
Moordvrouw was een Nederlandse politieserie die uitgezonden werd door RTL 4. De titel verwijst naar hoofdpersonage Fenna Kremer, gespeeld door Wendy van Dijk.

## Verhaal
Als de nieuwe rechercheur Fenna Kremer haar entree maakt bij een Fries politieteam, lijkt dat ook meteen het einde van dat team. Fenna wordt de complicerende factor, want ze is een eigengereide 'moordvrouw' die met haar onorthodoxe en confronterende aanpak niet alleen criminelen ontmaskert, maar ook haar collega's tegen zich in het harnas jaagt. Met name haar collega inspecteur Evert Numan kan Fenna's intuïtieve aanpak en soloacties maar moeilijk accepteren. Het kost hoofdcommissaris Carla Vreeswijk dan ook grote moeite het team bij elkaar te houden.
Seizoen 1 en 2 van de serie bevatten naast de losse verhaallijnen per aflevering ook meerdere grotere verhaallijnen, die over meerdere afleveringen zijn uitgespreid. Daarnaast heeft ieder hoofdpersonage zijn eigen centrale aflevering, met Fenna als grotere centrale lijn door het seizoen heen. In seizoen 3 is deze aanpak losgelaten en staat de primaire verhaallijn meer centraal en heeft alleen Fenna een eigen verhaallijn. Vanaf seizoen 5 hebben ook de andere personages weer een eigen verhaallijn. Daarnaast worden verhaallijnen over meer afleveringen uitgetrokken.
Vanaf het tweede seizoen speelt de serie zich niet meer nadrukkelijk af in Friesland. Waar het team dan wel opereert wordt in het midden gelaten. Het team is sinds seizoen twee wel geplaatst in hetzelfde decor en in de eerste aflevering van het tweede seizoen laten ze ook weten dat ze verhuisd zijn naar een ander pand. Ook proberen de makers zoveel mogelijk in dorpjes en afgelegen buurten te filmen, om zo toch het gevoel te geven dat het team niet uit Friesland is vertrokken.
In het zevende seizoen vinden enkele inhoudelijke veranderingen plaats. Na de opheffing van het politiebureau, eind seizoen zes, werken de teamleden nu als een zelfstandig team. De serie speelt zich dit seizoen voornamelijk af in de omgeving van Amsterdam. Ook beslaat één verhaallijn het volledige achtdelige seizoen.

## Seizoensoverzicht
| Seizoen | Uitzendtijden             | Aantal afleveringen | Start seizoen   | Start seizoen | Einde seizoen | Einde seizoen | Gemiddelde kijkcijfers |
| Seizoen | Uitzendtijden             | Aantal afleveringen | Datum           | Kijkcijfers   | Datum         | Kijkcijfers   | Gemiddelde kijkcijfers |
| ------- | ------------------------- | ------------------- | --------------- | ------------- | ------------- | ------------- | ---------------------- |
| 1       | Vrijdag 22:30 – 23:30 uur | 10                  | 20 januari 2012 | 3.202.000     | 23 maart 2012 | 1.531.000     | 1.816.300              |
| 2       | Vrijdag 22:30 – 23:30 uur | 10                  | 4 januari 2013  | 1.541.000     | 1 maart 2013  | 1.149.000     | 1.423.200              |
| 3       | Zondag 20:00 – 21:00 uur  | 10                  | 9 februari 2014 | 1.885.000     | 13 april 2014 | 2.005.000     | 1.837.400              |
| 4       | Zondag 20:00 – 21:00 uur  | 10                  | 4 januari 2015  | 1.499.000     | 8 maart 2015  | 1.468.000     | 1.570.500              |
| 5       | Zondag 20:00 – 21:00 uur  | 10                  | 3 januari 2016  | 1.772.000     | 6 maart 2016  | 1.720.000     | 1.670.700              |
| 6       | Zondag 20:00 – 21:00 uur  | 10                  | 8 januari 2017  | 1.529.000     | 12 maart 2017 | 1.238.000     | 1.287.200              |
| 7       | Zondag 20:00 – 21:00 uur  | 8                   | 21 januari 2018 | 1.149.000     | 11 maart 2018 | 1.196.000     | 1.002.750              |

## Afleveringen

### Film
Op 22 februari 2016 liet Van Dijk weten dat de makers en de acteurs het hebben gehad over een mogelijke film. Het verhaal zou al zelfs globaal op papier staan, maar door beschikbaarheid van de acteurs is het moeilijk tot onmogelijk om naast een seizoen van de serie te maken ook om een film te draaien. Van Dijk liet weten dat de makers, acteurs en de financiën op zich geen probleem zijn.

## Rolbezetting
In juni 2009 werd bekendgemaakt dat Wendy van Dijk bezig was met een nieuwe serie, maar er werd niet bekendgemaakt wat voor soort serie. Wel waren er geruchten dat er een nieuwe politieserie bij RTL 4 zou komen, als opvolger van de tv-serie Baantjer die in 2006 gestopt is. Ook werden de namen van Beau van Erven Dorens en Jeroen van Koningsbrugge genoemd. Hoewel beiden in de pers openbaar spraken over de nieuwe politieserie, zijn ze uiteindelijk geen van beiden in de serie te zien.
Uiteindelijk werd de definitieve rolbezetting in juni 2011 bekendgemaakt. Deze bestaat uit: Renée Soutendijk als Carla Vreeswijk, Thijs Römer als Evert Numan, Porgy Franssen als Menno de Waard, Chava Voor in 't Holt als Simone Blok, Achmed Akkabi als Mamoun Amezian (wiens naam later veranderd werd in Bram Amezian) en in de titelrol Wendy van Dijk als Fenna Kremer. In het eerste seizoen waren er grote bijrollen voor Theo Pont als officier van justitie Hugo Brandsma en Aafke Buringh als zijn secretaresse Ineke Klein Nagelvoort.
In een interview in de Televizier gaf Soutendijk aan graag mee te werken aan een eventueel tweede seizoen. Het leek haar dan wel leuk als alle zes de hoofdrolspelers terugkeren. Tijdens de preproductie werd bekend dat Van Dijk, Soutendijk en Römer zouden terugkeren en via Twitter dat ook Franssen en Akkabi hun rol zouden voortzetten. Op 17 juli werd in Shownieuws definitief bekendgemaakt dat de gehele bezetting van seizoen één terugkeerde voor het tweede seizoen. Tijdens de persconferentie van The voice of Holland gaf Van Dijk echter aan dat de verhaallijn van Chava Voor in 't Holt (als technisch rechercheur en analiste Simone Blok) stopt en dat zij vervangen werd. Eerst zou Voor in 't Holt alleen nog in de eerste aflevering van het nieuwe seizoen te zien zijn. Later werd dit ontkend en zou ze helemaal niet meer terugkeren. De nieuwe technisch rechercheur en analist werd Liselotte van Kempen, een rol van Fockeline Ouwerkerk. Ouwerkerk werd op 13 december 2012 bevestigd, nadat Akkabi de castfoto van het tweede seizoen op Twitter publiceerde. In het tweede seizoen waren er grote bijrollen voor Theo Pont als officier van justitie Hugo Brandsma, Bram van der Vlugt als Onno Kremer (de vader van Fenna) en Janna Fassaert als Fransje (de vriendin van Evert).
In seizoen 2 ontbreekt Thijs Römer in diverse afleveringen als inspecteur Evert Numan aangezien de acteur zijn drukke agenda moeilijk met de intensieve opnames van het seizoen kon combineren.
Voor het derde, vierde en vijfde seizoen keerden alle hoofdrolspelers uit het tweede seizoen terug. Grote bijrollen tijdens het derde seizoen waren er voor Kasper van Kooten als de nieuwe officier van justitie Jelle van Santen die de mogelijkheid krijgt om terug te keren in het vierde seizoen, Bram van der Vlugt als Onno Kremer en Tobias Nierop als Floris Hoeke, een crimineel die uit is op wraak op Fenna die ook in het vierde seizoen voor een aantal afleveringen terugkeert. Van Kooten kreeg de mogelijkheid om terug te keren in het vierde seizoen, maar zijn agenda kon niet worden gecombineerd met de draaidagen. Hij keerde uiteindelijk daarom voor een kleinere rol terug. In het vierde seizoen wordt het team bijgestaan door Samantha Fardjam, gespeeld door Mehrnoush Rahmani. Rahmani was gedurende het vijfde seizoen onderdeel van de vaste cast. In het zesde seizoen komt Ali Ben Horsting als de nieuwe korpschef Dries van Zijverden de cast versterken. In het team zelf zijn Kees Boot als Peter de Leeuw en Jelle de Jong als Joeri van Loon bij gekomen. Boot was slechts één aflevering te zien, voordat hij tijdens een achtervolging wordt neergeschoten. De Jong speelt een terugkerende gastrol en de rol van Rahmani werd in het zesde seizoen om het leven gebracht.
In het zevende seizoen blijft de hoofdcast ongewijzigd, ondanks de inhoudelijke veranderingen aan de serie. Vaste bijrollen in dit seizoen zijn onder andere van Romana Vrede als hulpofficier Rita Ligtveld, Lidewij Mahler als Naomi Rossman en Ian Bok als Wolter Hollier. Stefanie van Leersum als Bo Breugel en Alin Wishka als de mysterieuze hacker spelen beide een grote bijrol waarbij hun namen na de leader vermeld worden. Het personage van hoofdrolspeelster Ouwerkerk wordt in de vierde aflevering van het zevende seizoen om het leven gebracht en verlaat daarmee de serie. Ouwerkerk had naast het feit dat haar verhaallijn ophield ook te druk om de serie te combineren met andere projecten. Van Leersum nam de lege plek binnen het team dat seizoen waar, en zou een volwaardig castlid worden voor het achtste seizoen, maar de serie werd uiteindelijk na het zevende seizoen stopgezet.

### Hoofdpersonages
| Acteur                | Personage            |
| --------------------- | -------------------- |
| Wendy van Dijk        | Fenna Kremer         |
| Renée Soutendijk      | Carla Vreeswijk      |
| Thijs Römer           | Evert Numan          |
| Porgy Franssen        | Menno de Waard       |
| Achmed Akkabi         | Bram Amezian         |
| Chava Voor in 't Holt | Simone Blok          |
| Fockeline Ouwerkerk   | Liselotte van Kempen |
| Mehrnoush Rahmani     | Samantha Fardjam     |
| Ali Ben Horsting      | Dries van Zijverden  |

## Productie

### Ontwikkeling
Nadat de politieserie Baantjer in 2006 gestopt was, zocht RTL 4 een opvolger. In 2007 werd een pilot van Stille Getuigen opgenomen. Als alternatief kwam producent Endemol met het verhaal van een politievrouw die zowel haar carrière en de opvoeding van haar dochter belangrijk vindt. Dit script werd drastisch aangepast, waar uiteindelijk de titel Moordvrouw uit voortkwam (werktitel Moordplek of Moordwijf).
Mede door het succes van Flikken Maastricht besloten Endemol en RTL 4 een politieserie te maken vanuit dezelfde invalshoek, maar die zich op een andere plek in Nederland zou afspelen. Uiteindelijk kwam Friesland in beeld, omdat Endemol Fryslân Marketing als sponsor kreeg.
Moordvrouw werd in de zomer van 2009 gepresenteerd. Wendy van Dijk, Beau van Erven Dorens en Jeroen van Koningsbrugge zouden de hoofdrollen gaan vertolken. Later ontstond er vertraging: de sponsoring kwam niet rond, hoofdrolspeelster Van Dijk bleek onverwacht zwanger en daarna was het wachten op goedkeuring van de scripts door de provincie Friesland.
Op 27 juni 2011 werd de definitieve cast gepresenteerd en in augustus 2011 werd gestart met de productie van het eerste seizoen. De productie duurde zestig dagen waarin tien afleveringen werden opgenomen.
Eind augustus 2012 startten de opnamen voor het tweede seizoen. Hoofdsponsor van het eerste seizoen Fryslân Marketing wilde eerst onderzoek doen naar de effecten voor de regio. RTL wilde hier echter niet op wachten en vond uiteindelijk nieuwe investeerders met Mazda als nieuwe hoofdsponsor. Hierdoor werd het tweede seizoen niet meer in Friesland opgenomen, maar op verschillende locaties in Nederland, waaronder de omgeving rond Hilversum.
In februari 2013 werd duidelijk dat alle zes hoofdrolspelers graag wilden terugkeren in een nieuw seizoen. Mede hierdoor kwam er een vroeg besluit voor een derde reeks, die van midden augustus tot midden december 2013 werd opgenomen.
Het vierde seizoen ging op 4 januari 2015 van start.  Op 12 juni 2015 werd door Van Dijk en Römer bekendgemaakt dat de serie een vijfde seizoen zou krijgen. In februari 2016 kondigde Van Dijk een zesde seizoen aan.
De serie werd in 2012 verkocht aan de Vlaamse zender VTM.

### Crew
Het eerste seizoen stond onder creatieve leiding van Joram Lürsen. Na het eerste seizoen werd hij vervangen door Gerd Jan van Dalen en Marcel Visbeen. Van Dalen is ook uitvoerend producent van de serie. Visbeen was daarnaast actief als regisseur (12 afleveringen). Het team wist tijdens de eerste drie seizoen vrijwel hetzelfde te blijven. Voor aanvang van het vierde seizoen vertrok producent Remco Kobus bij Endemol en werd vervangen door Endemol directeur Laurens Drillich. Van Dalen bleef voor het vierde seizoen wel actief als creative producer, maar Ingrid Remeijsen (productieleider van het tweede en derde seizoen) werd uitvoerend producent. Ook Visbeen verliet zijn positie als creative producer, maar bleef wel actief als regisseur. Naast Visbeen zijn ook Ben Sombogaart (14 afleveringen), , André van Duren (10 afleveringen), Tim Oliehoek (10 afleveringen), Hanro Smitsman (9 afleveringen), Joram Lürsen (4 afleveringen) en Mark de Cloe (2 afleveringen) actief als regisseur.
Vanaf het zesde seizoen nam Hans Heerschop, nadat hij in seizoen vijf nog productieleider was, de rol van uitvoerend producent over. Van Dalen bleef actief als creative producer. 
Begin 2017 gaf schrijver Lex Passchier aan na het zesde seizoen te stoppen als scenarioschrijver van Moordvrouw. Zijn opvolgers voor het zevende seizoen is het schrijversduo Alma Popeyus en Hein Schütz, onder leiding van de nieuwe creative producer Hanro Smitsman. Smitsman is tevens actief als regisseur van dit seizoen, samen met Michiel van Jaarsveld. Doordat productiehuis NL Film inmiddels onderdeel is van Endemol Shine Nederland, zijn de daarvan afkomstige Sabine Brian en Wynand Chocolaad actief als (respectievelijk) producent en uitvoerend producent van het zevende seizoen. Brian deelt de functie van producent met Endemol Co-CEO Iris Boelhouwer.
De serie is bedacht en ontwikkeld door Maarten van der Duin. Hij schreef de eerste vier afleveringen met eindredacteur Lex Passchier. Sommige afleveringen zijn geschreven door meer auteurs. Het script is tot nu toe verzorgd door Lex Passchier (49 afleveringen), Alma Popeyus & Hein Schütz (8 afleveringen), Pasja van Dam (8 afleveringen), Maarten van der Duin (4 afleveringen), Steven R. Thé (3 afleveringen), Reint Schölvinck (2 afleveringen), Simon de Waal (2 afleveringen), Michiel van Jaarsveld  (2 afleveringen), Michael Leendertse & Willem Bosch, Thomas van der Ree en Elvin Post (1 aflevering).

## Ontvangst

### Kijkcijfers
De eerste twee seizoenen werden op de vrijdagavond van RTL 4 uitgezonden, om 22.30 uur. De uitzendingen werden doorgaans vergezeld door The Voice of Holland of The Voice Kids.
De eerste aflevering had een uitzonderlijk hoog kijkersaantal van 3.202.000. Dit kwam enerzijds doordat het de eerste aflevering was en anderzijds doordat de aflevering tussen de beide uitzendingen van de seizoensfinale van de The voice of Holland werd uitgezonden. De overige negen afleveringen van het eerste seizoen schommelden tussen de 1,5 en 1,9 miljoen kijkers per week. Ook de afleveringen van het tweede en derde seizoen wisten ongeveer deze kijkcijfers te behalen, alleen werd het tweede seizoen gemiddeld minder bekeken dan het eerste seizoen doordat deze geen aflevering had tussen finale-uitzendingen van The Voice.
Sinds seizoen 3 staat de serie op eigen benen op een nieuwe uitzendavond en werd zij uitgezonden op zondagavond om 20.00 uur. Uiteindelijk zou dit seizoen het meest succesvolle seizoen worden tot nu toe, met zelfs een gemiddeld betere kijkscore dan het eerste seizoen.
Het vierde seizoen is op dezelfde tijd, maar staat dit keer recht tegenover Boer zoekt Vrouw van de KRO op NPO 1. Hiervoor heeft RTL bewust gekozen, omdat Boer zoekt Vrouw zodoende meer concurrentie heeft van RTL.

### Kritiek
Het eerste seizoen van Moordvrouw werd mede mogelijk gemaakt door Fryslân Marketing met subsidie van het Samenwerkingsverband Noord-Nederland (SNN). Over deze subsidie is in Provinciale Staten van Groningen en Drenthe ophef ontstaan. Het SNN, een samenwerkingsverband van de drie noordelijke provincies met als doel de economische positie van geheel Noord-Nederland te versterken, heeft ongeveer een miljoen euro meebetaald aan de serie, en aangezien die zich voornamelijk tot Leeuwarden beperkt werden er vraagtekens gezet bij het profijt dat het noorden zou hebben van deze subsidie.
Mede door de vele kritiek besloot Fryslân Marketing zich nog niet te binden aan het tweede seizoen. Men wilde eerst het effect voor de provincie meten van het eerste seizoen, om daarna te bepalen of het zinvol zou zijn te investeren in een nieuw seizoen. RTL heeft toen andere investeerders gevonden. Daardoor is het tweede seizoen niet in Friesland opgenomen, maar door het hele land.
Vooral tijdens het eerste seizoen kreeg de serie enkele slechte beoordelingen. Op sociale media en op diverse internetfora was veel kritiek op de serie. Toch stonden daar wel enkele gunstige recensies tegenover. Sinds het einde van seizoen twee krijgt de serie meer waardering in de recensies en ook van de kijkers.